# Amtlicher Markt
Der Amtliche Markt (auch amtlicher Handel) war ein im deutschen Börsengesetz (BörsG) reguliertes Börsensegment. Mit Gesetz vom 16. Juli 2007 wurde die Richtlinie 2004/39/EG über Märkte für Finanzinstrumente (MiFID) zum 1. November 2007 umgesetzt und das BörsG neu gefasst. Durch die Aufhebung der Trennung von amtlichem und geregeltem Markt wurden die bisherigen Abschnitte 3 und 4 im neuen Abschnitt 4 zu einem einzigen gesetzlichen Marktsegment, dem regulierten Markt, zusammengefasst (§§ 32 ff. BörsG).
Die Zulassung von Wertpapieren zum regulierten Markt ist im Ersten Kapitel der aufgrund § 34 BörsG erlassenen und ebenfalls zum 1. November 2007 geänderten Börsenzulassungs-Verordnung geregelt.  Wertpapiere, die vor dem 1. November 2007 zum amtlichen Markt zugelassen waren, gelten seit 1. November 2007 als zum regulierten Markt zugelassen.

## Hintergrund
Ein Großteil der an den Börsen gehandelten Wertpapiere ging über den amtlichen Markt. Im Gegensatz zum Freiverkehr und dem geregelten Markt waren hier nur amtlich notierte Wertpapiere zugelassen.
Die Kurse wurden von vereidigten öffentlich-rechtlichen Maklern gemäß der Börsenordnung ermittelt. Die Notierungen (Kurse und Umsätze) wurden in einem Kursblatt veröffentlicht.

## Zulassungsvoraussetzungen
Für ein Unternehmen gab es bis zum 30. Oktober 2007 folgende Voraussetzungen für die Zulassung zum amtlichen Markt:
- Das Unternehmen musste einen Zulassungsprospekt mit Bilanzen, Gewinn- und Verlustrechnung sowie Kapitalflussrechnung für mindestens drei Jahre vorlegen können.
- Das Unternehmen musste mindestens 10.000 Aktien emittieren.
- Die Streuung der Aktien des Unternehmens im Publikum musste mindestens 25 % betragen (§ 9 Abs. 1 BörsZulV).
- Das Unternehmen musste Informationen über Umstände mit erheblichen Kursfolgen umgehend publik machen (Ad-hoc-Publizität).
- Zu den Zulassungsfolgepflichten gehörten die Veröffentlichung von Jahresabschlussberichten und Zwischenberichten für die ersten sechs Monate eines Jahres (§ 3b BörsZulV).
- Der voraussichtliche Kurswert der Neuemission musste mindestens 1,25 Mio. € betragen (§ 2b BörsZulV).
- Der Emittent musste mindestens drei Jahre als Unternehmen bestanden und Jahresabschlüsse für drei Geschäftsjahre offengelegt haben.
- Zulassungsantrag (§ 48 BörsZulV):
  - Antragsteller waren der Emittent und ein Emissionsbegleiter.
  - Der Antrag musste den Entwurf eines Prospekts enthalten sowie alle zur Prüfung der Zulassungsvoraussetzungen erforderlichen Nachweise.
- Börsenzulassungspublizität durch
  - Prospektpflicht (§ 30b Abs. 3 Nr. 2 BörsG; §§ 1 ff. WpPG) und
  - Prospekthaftung (§§ 44 – § 47 BörsG)